# Hachimaki

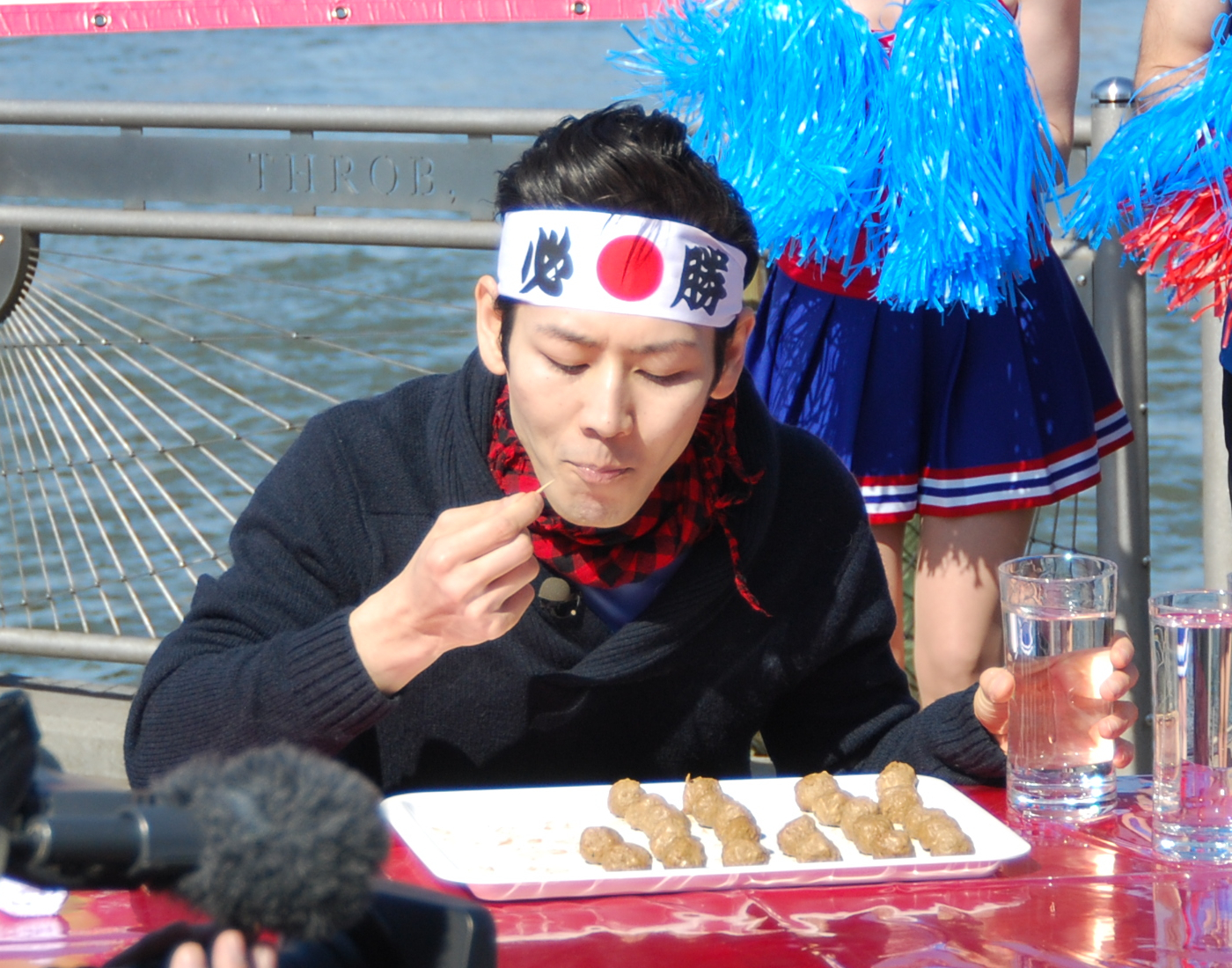
Takeru Kobayashi porte un hachimaki lors d'une compétition, en 2010.

Le hachimaki (鉢巻) est un bandeau spécial absorbant que les Japonais arborent autour de leur tête comme symbole de détermination, de courage ou de travail pénible qui fait transpirer. Il est constitué par la torsion d'un tenugui, une serviette de coton fin d'un mètre environ.
Le bandeau peut avoir des caractères japonais/chinois disant par exemple « travail » ou « courage ». Il peut aussi juste être rouge.
Il est utilisé pendant les fêtes par les porteurs de mikoshi, lors des festivals, et par certains étudiants ou employés de bureau pour se donner du cœur à l'ouvrage quand la charge de travail se fait intense. On peut aussi souvent le remarquer sur des manifestants ou des pratiquants d'arts martiaux, et il demeure présent dans de nombreux métiers manuels comme les charpentiers ou les maîtres sushi.
Cette image est devenue un lieu commun du manga et de l'anime.
Pendant la Seconde Guerre mondiale, de nombreux pilotes kamikazes portaient également ce bandeau avant leur vol mortel.

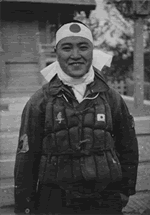
Un pilote kamikaze portant un simple hachimaki.
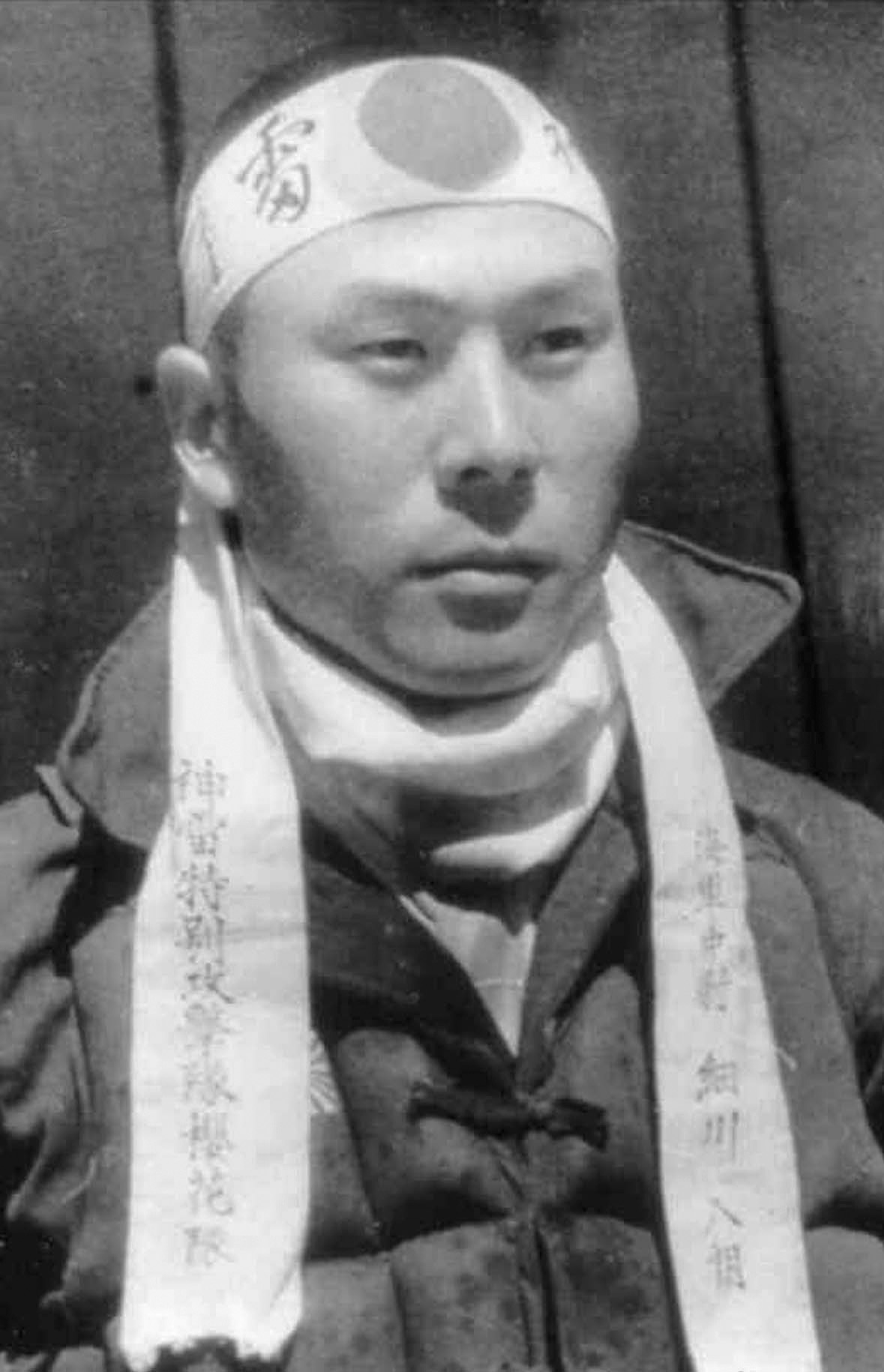
Un autre pilote kamikaze portant un hachimaki décoré d'un kanji.
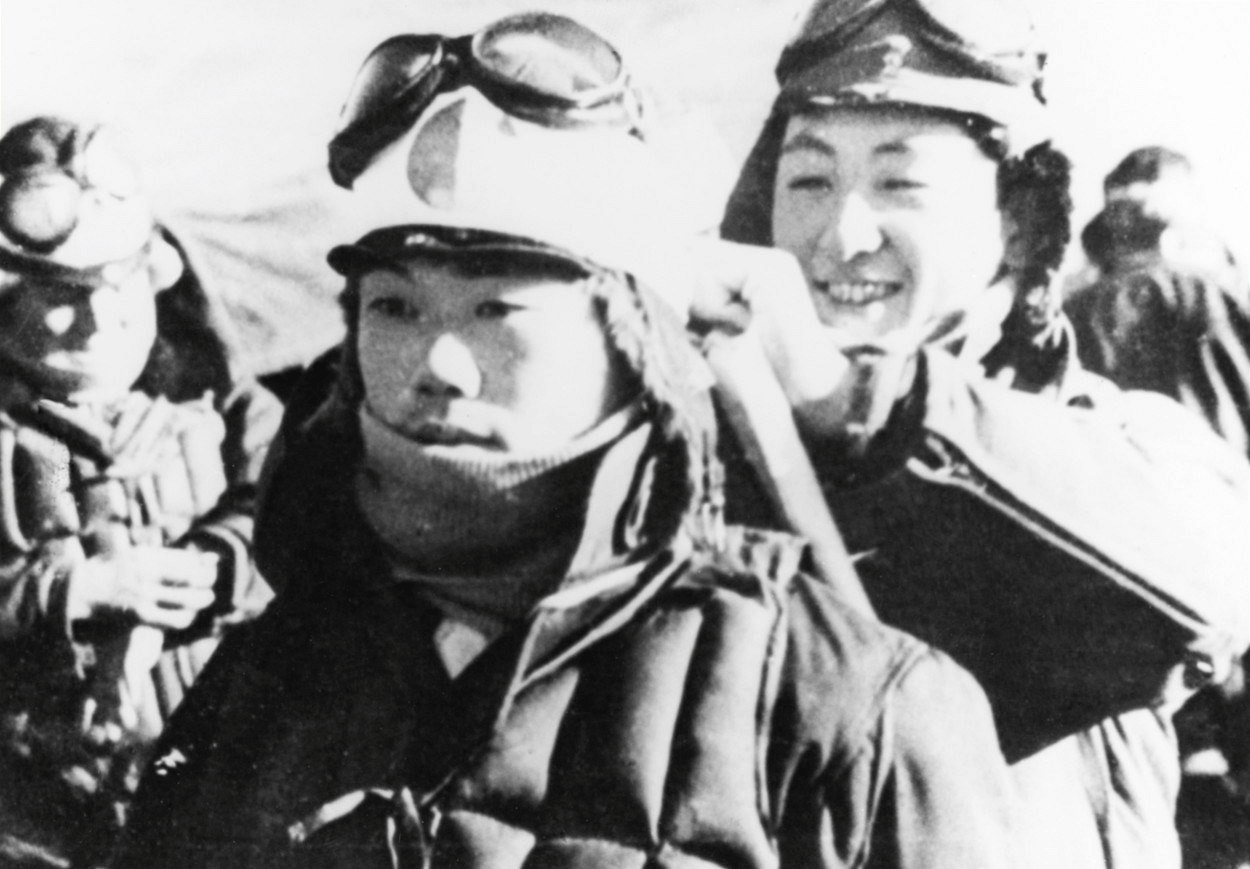
Un pilote kamikaze attache un hachimaki à son compagnon de vol.